# Lily Hewitson
Lily Hewitson é uma ex-repórter da BBC Wales, The Sun, Radio Cardiff e Cardiff TV que atualmente é a correspondente no País de Gales da GB News.
A sua cidade natal é Llandaff, e ela estudou na City, Universidade de Londres antes de trabalhar na mídia.